# Paul Van Scott
Paul Van Scott (* 16. Oktober 1965) ist ein US-amerikanischer Schauspieler und Hörfunkmoderator.

## Leben
Van Scott wurde am 16. Oktober 1965 geboren. Seine Eltern waren beide als Lehrer tätig. Seine Schwester ist die Autorin Miriam Van Scott, außerdem hat er eine weitere Schwester. Er wuchs in Washington, D.C. auf und besuchte dort von 1986 bis 1988 die Columbia School of Broadcasting. Er besuchte außerdem die George Mason University. Seit dem 28. Juli 2006 ist er mit Sharon Van Scott verheiratet.
Erste Schritte in die Öffentlichkeit machte er als Reporter und Kommentator für Basketball- und Fußballübertragungen. Seit 1989 ist er als Hörfunkmoderator zu hören. Laut des Marktforschungsunternehmen Nielsen Audio, damals Arbitron, führte Van Scott im Herbst 2000 die am besten bewertete Afternoon Drive-Radiosendung in den USA, die alle Formate abdeckte. Er hat seit 2005 eine Ehrenkarte auf Lebenszeit für das Baseball Hall of Fame.
Seit 2016 tritt Van Scott auch als Schauspieler in Erscheinung. So wirkte er unter anderem als Episodendarsteller in den Fernsehserien Bloodline, Claws, Misfits & Margaritas und Dream Weaver Chronicles mit. 2020 hatte er eine Nebenrolle im Spielfilm Das Letzte, was er wollte inne. 2022 war er im Musikvideo zum Lied Livin Wild des US-amerikanischen Rappers Gunna zu sehen. Im selben Jahr wirkte er in der Rolle des Kapitäns Dan im Tierhorrorfilm Shark Waters mit. Außerdem spielte er 2022 ebenfalls im Fernsehfilm The Wedding Arrangement in der Rolle des  Tex Steinberg mit.

## Filmografie (Auswahl)
- 2016: Black-ish (Fernsehserie, Episode 3x01)
- 2016: Tattletale Corpse
- 2016: Save the Mosquitoes!
- 2017: Goodbye Again (Kurzfilm)
- 2017: Bloodline (Fernsehserie, Episode 3x09)
- 2017: Reconnaissance (Kurzfilm)
- 2017: Claws (Fernsehserie, Episode 1x04)
- 2017: Misfits & Margaritas (Fernsehserie, Episode 1x10)
- 2017: Let's Kill Hitler
- 2017: Kung Pao Boom (Fernsehfilm)
- 2017: Brass Ties (Kurzfilm)
- 2017: Bag Man (Kurzfilm)
- 2018: G.I.A.
- 2018: Cause of Death: Homicide (Kurzfilm)
- 2018: Life with Teo (Fernsehfilm)
- 2018: The Time Piece (Kurzfilm)
- 2018: Dollhouse (Kurzfilm)
- 2018: Dream Weaver Chronicles (Fernsehserie, Episode 2x03)
- 2018: Home for Thanksgiving (Kurzfilm)
- 2018: Faldo (Kurzfilm)
- 2018–2019: The Witch's House with Voices (Fernsehserie, 2 Episoden)
- 2019: Minus Two (Kurzfilm)
- 2019: Up for Renewal (Kurzfilm)
- 2019: Return to Sender (Kurzfilm)
- 2019: I Wuuuvvv You So Much (Kurzfilm)
- 2019: Behind the Scenes (Kurzfilm)
- 2019: Open Borders
- 2019: As I Walk This Path of Sorrow (Kurzfilm)
- 2019: Shit Stew (Kurzfilm)
- 2019: Frank's Bad Advice (Kurzfilm)
- 2019: Big Fish Little Pond (Kurzfilm)
- 2019: Scragland
- 2020: Das Letzte, was er wollte (The Last Thing He Wanted)
- 2020: H.O.A (Fernsehfilm)
- 2020: Hell's Bells
- 2020: The Deets' (Fernsehfilm)
- 2021: An Afternoon w/ Fate! (Kurzfilm)
- 2021: The Stranger She Brought Home (Fernsehfilm)
- 2021: Cruel Summer
- 2021: Heart of the Manor (Fernsehfilm)
- 2021: Twas the Night
- 2021: Firefighter (Kurzfilm)
- 2021: Worth the Risk
- 2021: Slumber is Golden (Kurzfilm)
- 2021: Amp Studios (Kurzfilm)
- 2022: A Slice of Chicago Romance (Fernsehfilm)
- 2022: #DoYourselfAFavor (Fernsehserie)
- 2022: The Wedding Arrangement (Fernsehfilm)
- 2022: Nightmare Neighborhood Moms (Fernsehfilm)
- 2022: Shark Waters
- 2022: American Ginseng (Kurzfilm)
- 2022: Fatal Attraction (Fernsehdokuserie, 2 Episoden, verschiedene Rollen)
- 2022: Strange Love
- 2023: Get Close